# NCSA HTTPd
NCSA HTTPd는 일리노이 대학교 어배너-섐페인의 NCSA에서 로버트 맥쿨 등이 개발한 초창기의, 지금은 개발이 중단된 웹 서버이다. 1993년 처음 출시되었으며 팀 버너스리의 CERN httpd와 함께 최초로 개발된 웹 서버들 가운데 하나이다.

## 같이 보기
- NCSA